# Бузаркино
Бузаркино — деревня в Ивняковском сельском поселении Ярославского района Ярославской области России.

## География
Деревня расположена в 24 километрах от Ярославля в окружении сельскохозяйственных полей и леса.

## История
В 2006 году деревня вошла в состав Ивняковского сельского поселения образованного в результате слияния Ивняковского и Бекреневского сельсоветов.

## Население
| 2007 | 2010 |
| ---- | ---- |
| 28   | →28  |

### Историческая численность населения
По состоянию на 1859 год в деревне было 7 домов и проживало 61 человек.
По состоянию на 1989 год в деревне проживало 37 человек.

### Национальный и гендерный состав
Согласно результатам переписи 2002 года, в национальной структуре населения русские составляли 100 % из 27 чел., из них 13 мужчин, 14 женщин.
Согласно результатам переписи 2010 года население составляют 12 мужчин и 16 женщин.

## Инфраструктура
Основа экономики — личное подсобное хозяйство. По состоянию на 2021 год большинство домов используется жителями для постоянного проживания и проживания в летний период. Вода добывается жителями из личных колодцев. Имеется таксофон (около дома №14).
Ближайший магазин находится в деревне Дорожаево.
Имеет одну улицу — Полевая.
Почтовое отделение №150509, расположенное в деревне Дорожаево, на март 2022 года обслуживает в деревне 25 домов.

## Транспорт
Поповка расположена в 0,3 км от автодороги Р-132 «Золотое кольцо». До деревни идёт грунтовая дорога.